# ستيف كولينز (لاعب كرة قاعدة)
ستيف كولينز (بالإنجليزية: Steve Collins)‏ هو لاعب كرة قاعدة أمريكي، (و. 1918  م).

## وصلات خارجية
- ستيف كولينز على موقعبيزبول رفرنس.كوم (الدوري الثانوي) (الإنجليزية)